# Bulbophyllum multivaginatum
Bulbophyllum multivaginatum là một loài phong lan thuộc chi Bulbophyllum.